# Elektronski omotač atoma
Elektronski omotač atoma je slojeviti omotač oko jezgre atoma u kojemu se nalaze elektroni. Broj elektrona u omotaču ovisi o elementu atoma (npr. vodik ima jedan proton pa tako i jedan elektron).

## Elektronska konfiguracija omotača
Elektroni zbog svojeg negativnog naboja kruže oko jezgre atoma ali radi povoljnijeg energetskog rasporeda kruže u slojevima ili ljuskama. Za sada postoji 7 energetskih ljusaka u koje se elektroni mogu rasporediti: K, L, M, N, O, P, Q. Ljuska K ima samo 2 elektrona a dalje idu po formuli 2n2 (gdje je n broj ljuske). Tako L ljuska ima 8 e-, M ljuska 18 e-, N ljuska 32 e-, O ljuska 50 e-, P ljuska 72 e- a (posljednja) energetska ljuska Q može primiti čak 98 e-.
No nemaju svi elektroni jednaku energiju, pa čak ni oni u istoj ljusci. Ljuske su se prema energetskoj povoljnosti podijelile na podljuske ili orbitale. Svaka energetska ljuska ima određen broj orbitala a postoje različite orbitale s različitim kapacitetom elektrona. Postojeće orbitale su s orbitala (2 elektrona), p orbitala (6 elektrona), d orbitala (10 elektrona) i f orbitala (14 elektrona).